# 황색초거성
황색초거성(영어: Yellow supergiant, 黃色 超巨星, YSG)은 일반적으로 분광형 F 또는 G의 별이며 초거성 광도계급(예: Ia 또는 Ib)을 가진다. 이들은 주계열에서 벗어나 진화하여 팽창하고 밝아지는 별이다.
황색초거성은 적색초거성보다 더 뜨겁고 작으며 육안으로 볼 수 있는 예로는 폴라리스, 아르네브, 미르파크, 웨젠 및 전갈자리 이오타1이 있다. 그들 중 다수는 변광성이며 대부분 세페우스자리 델타와 같이 맥동하는 세페이드 변광성이다.

## 스펙트럼
황색초거성은 일반적으로 F형과 G형의 분광형을 가지지만 때로는 만기 A형이나 초기 K형 별도 포함된다. 이러한 분광형은 A형에서 매우 강한 수소선이 특징이며 F형과 G형을 거치며 약화되어 K형에서는 매우 약하거나 없어진다. 칼슘 H 및 K 선은 만기 A형에 존재하지만 F형에서는 더 강하며 G형에서 가장 강하다가 더 차가운 별에서는 다시 약해진다. 이온화된 금속선은 A형에서 강하고 F형과 G형에서 약하며 더 차가운 별에는 없다. G형에서는 CH 분자 밴드와 함께 중성 금속선도 발견된다.
초거성은 여키스 항성분류법에서 광도계급 Ia 및 Ib로 식별되며 Iab 및 Ia/ab와 같은 중간체계가 때때로 사용되고 이러한 광도계급은 광도에 민감한 스펙트럼 선을 사용하여 할당된다. 역사적으로 Ca H 및 K 선 강도는 황색 별뿐만 아니라 다양한 금속선의 강도에도 사용되었다. 777.3nm 삼중선과 같은 중성 산소선도 광범위한 분광형에 걸쳐 광도에 매우 민감하기 때문에 사용되었다. 현대 대기 모델은 스펙트럼 분류를 제공하기 위해 모든 스펙트럼 선 강도 및 윤곽을 정확하게 일치시킬 수 있으며 별의 물리적 매개변수로 바로 건너뛸 수도 있지만 실제로 광도 등급은 여전히 표준 별과 비교하여 할당된다.
황색초거성 분광형 표준:
- F0 Ib: 아르네브
- F2 Ib: 허큘리스자리 89
- F5 Ib: 미르파크
- F8 Ia: 웨젠
- G0 Ib: 페르세우스자리 뮤
- G2 Ib: 사달멜리크
- G5 Ib: 페가수스자리 9
- G8 Ib: 쌍둥이자리 엡실론

## 물리적 성질

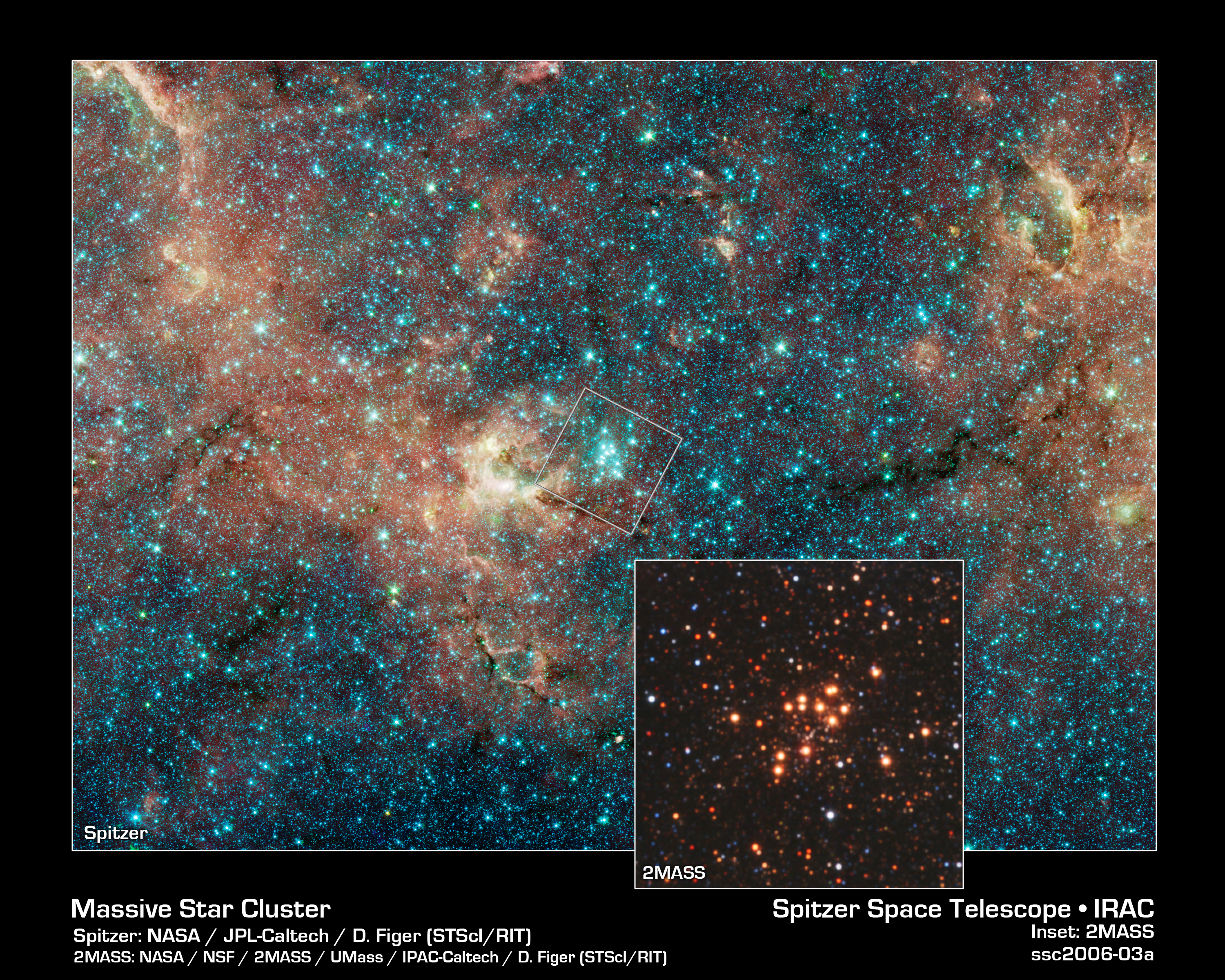
무거운 RSGC1 성단에는 적색초거성 14개와 황색초거성 1개가 포함되어 있다.

황색초거성은 분광형에 따라 온도 범위가 약 4,000 K에서 7,000 K으로 상대적으로 좁다. 이들의 광도 범위는 약 1,000 L☉ 이상이며 가장 빛나는 별은 100,000 L☉를 초과하고 이 높은 광도는 태양보다 훨씬 크다는 것을 나타내는 것으로 약 30 R☉에서 수백 R☉까지다.
황색초거성의 질량은 처녀자리 W와 같은 태양보다 작은 것부터 센타우루스자리 V810과 같은 20 M☉ 이상 까지 매우 다양하다. 상응하는 표면 중력(log(g) cgs)은 질량이 큰 초거성의 경우 약 1~2이지만 질량이 작은 초거성의 경우에는 0까지 낮을 수 있다.
황색초거성은 희귀한 별이며 적색초거성과 주계열성보다 훨씬 덜 흔하다. M31(안드로메다 은하)에서는 보이는 25,000개의 별 중 O형 별에서의 진화와 관련된 16개의 황색초거성이 보인다.

## 변광특성

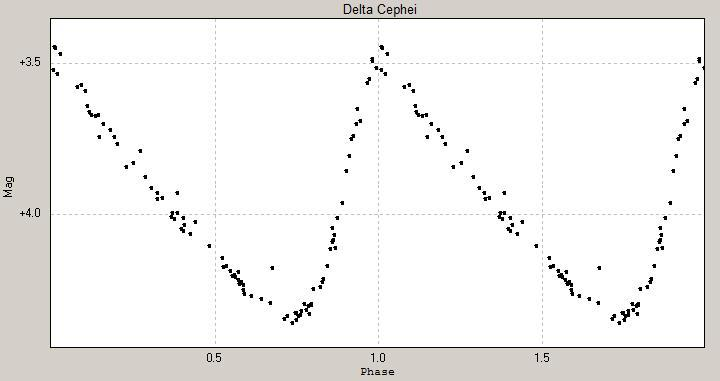
고전적 세페이드 변광성인 황색초거성 세페우스자리 델타의 광도곡선

많은 황색초거성은 온도와 광도로 인해 동적으로 불안정하기 때문에 HR도에서 불안정띠로 알려진 영역에 있다. 불안정띠에서 관찰되는 대부분의 황색 초거성은 세페이드 변광성 (세페우스자리 델타의 이름을 따서 명명됨)으로 광도와 관련된 명확한 주기를 가지고 맥동하며 이는 변광 주기만 알면 별의 거리를 결정하기 위한 표준촉광으로 사용될 수 있다는 것이다. 주기가 긴 세페이드 변광성은 더 차갑고 밝다.
서로 다른 주기-광도 관계를 갖는 두 가지 유형의 세페이드 변광성이 확인되었다. 고전적 세페이드 변광성은 젊고 무거운 종족I 별이며 II형 세페이드 변광성은 처녀자리 W형 변광성, 허큘리스자리 BL형 변광성, 황소자리 RV형 변광성을 포함하여 질량이 낮은 오래된 종족II 별이다. 고전적 세페이드 변광성은 같은 주기의 II형 세페이드 변광성보다 더 밝다.
북쪽왕관자리 R형 변광성은 황색초거성인 경우가 자주 있지만 변광특성은 세페이드 변광성과는 다른 메커니즘에 의해 야기되는데 불규칙한 간격으로 별 주변의 먼지 응결로 인해 별이 가려지고 밝기가 급격히 떨어지는 것이다.

## 진화

황색초거성 영역을 가로지르는 블루 루프와 후점근거성 경로를 보이는 별의 진화

초거성은 중심핵의 수소를 모두 소모한 후 주계열에서 벗어나 진화한 별으로 황색초거성은 다양한 진화 단계에서 HR도의 표준 별 범주를 가로지르는 이종 별 집단이다.
8-12 M☉보다 더 무거운 별은 중심핵의 밀도 높은 수소가 고갈될 때까지 O형 및 초기 B형으로 주계열에서 수백만 년을 보내며 그런 다음 팽창하고 냉각되어 초거성이 된다. 그들은 냉각되는 동안 황색초거성으로 수천년을 보낸 다음 일반적으로 적색초거성으로 100만~400만년을 보낸다. 초거성은 별의 1% 미만을 구성하며 비록 우주의 눈에 보이는 초기 시대에는 비율이 다르지만 상대적으로 짧은 단계와 물질의 농도는 이 별의 희소성을 설명한다.
일부 적색초거성은 블루 루프를 거쳐 일시적으로 재가열되고 다시 냉각되기 전에 황색 또는 청색초거성까지도 될 수 있다. 항성 모델은 블루 루프가 특정한 화학적 구성과 기타 가정에 의존한다는 것을 보여주지만 이들은 낮은 질량의 적색초거성일 가능성이 가장 높다. 처음으로 냉각되거나 충분히 확장된 블루 루프를 수행하는 동안 황색초거성은 불안정대를 건너며 약 10일 이상의 주기를 가지는 고전적 세페이드 변광성으로 맥동한다.
중간질량 별은 적색거성가지에 도달할 때까지 준거성가지를 따라 냉각되면서 주계열을 떠난다. 약 2 M☉보다 무거운 별은 축퇴되기 전에 핵융합을 시작할 수 있을 만큼 충분히 큰 헬륨 핵을 가지고 있으며 이 별들은 블루 루프를 수행한다.
약 5 M☉-12 M☉ 사이의 질량일 경우 블루 루프는 1,000 L☉에 도달하는 광도에서 분광형 F 및 G로 확장될 수 있다. 이 별들은 특히 맥동하는 경우 초거성 광도계급을 나타낼 수 있으며 이 별들이 불안정대를 지나면서 단주기의 세페이드 변광성으로서 맥동하게 될 것이다. 이 별들의 블루 루프는 약 천만년 동안 지속될 수 있으므로 이러한 유형의 황색 초거성은 더 밝은 유형보다 흔하다.
태양과 비슷한 질량을 가진 별은 주계열을 벗어나 축퇴된 헬륨핵을 생성한 후 적색거성가지의 첨단부로 올라가서 헬륨을 순식간에 점화시킨다. 그런 다음 초거성으로 간주되기에는 광도가 너무 낮은 수평가지에서 중심핵 헬륨을 융합한다.
점근거성가지 (AGB)로 분류되기 위해 수평가지의 푸른 절반을 떠나는 별은 황색 분류를 통과하고 허큘리스자리 BL형 변광성으로 맥동한다. 이러한 황색 별은 질량이 낮음에도 불구하고 맥동의 도움을 받아 초거성 광도계급을 받을 수 있다. 별의 헬륨껍질 융합에서 나오는 점근거성의 열맥동으로 인해 불안정대를 지나가는 블루 루프가 생길 수 있다. 이러한 별은 처녀자리 W형 변광성으로 맥동하며 다시 상대적으로 낮은 광도의 황색초거성으로 분류될 수 있다. 저질량 또는 중질량 점근거성의 수소껍질 융합이 표면에 가까워지면 차가운 외부 층이 빠르게 손실되어 별이 가열되어 결국 백색왜성이 된다. 이 별들은 태양보다 질량이 낮지만 광도가 10,000 L☉ 이상일 수 있으므로 짧은 시간 동안 황색초거성이 된다. 후점근거성은 불안정대를 지날 때 황소자리 RV형 변광성으로 맥동하는 것으로 여겨진다.
황색초거성 북쪽왕관자리 R형 변광성의 진화 상태는 불분명하다. 이 별들은 말기 헬륨껍질 섬광에 의해 다시 점화된 후점근거성일 수도 있고 백색왜성 병합으로 형성되었을 수도 있다.
첫번째로 황색초거성이 된 별은 초신성 없이 적색초거성 단계로 진화할 것으로 예상되며 일부 후적색초거성 황색초거성의 핵은 붕괴되어 초신성을 촉발할 수도 있다. 소수의 초신성은 후적색초거성이 될 만큼 충분히 밝지 않은 분명한 황색초거성 전구별과 연관되어 있으며 만약 이것이 확인된다면 헬륨 핵을 가지고 있는 중간질량의 별이 어떻게 핵붕괴 초신성을 일으키는지에 대한 설명을 찾아야 한다. 이러한 경우 확실한 후보는 항상 일종의 쌍성 상호작용이다.
기원전 2~1세기 중국 천문학자들의 보고에 따르면 적색초거성 베텔게우스는 노란색으로 묘사되어 당시 황색초거성이었을 가능성이 있음을 암시한다.

## 황색극대거성
특히 밝고 불안정한 황색초거성은 종종 황색극대거성이라고 불리는 별도의 계급으로 분류된다. 이들은 대부분 후-적색초거성, 즉 외층의 상당 부분을 잃어버리고 현재 청색초거성 및 볼프-레이에별으로 진화하고 있는 매우 무거운 별인 것으로 생각된다.